# Sarcophaga stricklandi
Sarcophaga stricklandi är en tvåvingeart som beskrevs av Hall och Richard Mitchell Bohart 1948. Sarcophaga stricklandi ingår i släktet Sarcophaga och familjen köttflugor.
Artens utbredningsområde är Guam. Inga underarter finns listade i Catalogue of Life.